# Oxytauchira gracilis
Oxytauchira gracilis är en insektsart som först beskrevs av Willemse, C. 1931.  Oxytauchira gracilis ingår i släktet Oxytauchira och familjen gräshoppor. Inga underarter finns listade i Catalogue of Life.